# سرگئی کامنسکی
سرگئی کامنسکی (روسی: Сергей Игоревич Каменский؛ زادهٔ ۷ اکتبر ۱۹۸۷) ورزشکار اهل روسیه است.
وی در مسابقات کشوری و بین‌المللی در مجموع برندهٔ ۷ مدال طلا، ۴ مدال نقره شده‌است.